# Turmhügel Habertshofen
Der Turmhügel Habertshofen ist eine abgegangene mittelalterliche Turmhügelburg (Motte) am Nordwestrand des Ortsteiles Habertshofen der Gemeinde Pilsach im oberpfälzischen Landkreis Neumarkt in der Oberpfalz von Bayern. Die Anlage wird als Bodendenkmal unter der Aktennummer D-3-6735-0002 im Bayernatlas als „mittelalterlicher Turmhügel“ geführt. 
Über diese Niederungsburg sind keine geschichtlichen oder archäologischen Informationen bekannt, sie wird grob als mittelalterlich datiert.
Die Motte liegt beim Haus Nr. 1 von Habertshofen, wenige Meter über der Talsohle vom Kinzbühel zum Forellenbach. In ihre Nordseite ist ein Stall des Anwesens eingebaut, hier sind noch Mauersteine und Mörtelreste sichtbar. Von dem ehemals vorhandenen Graben fehlt jede Spur. Die Höhe des Hügels beträgt 3 m, sein Durchmesser etwa 30 m.